# Fotografische Aufnahme
Als fotografische Aufnahme bezeichnet man
1. den Prozess des Fotografierens, also das Anfertigen einer Fotografie bzw. einer Serie von Fotografien sowie
2. das Ergebnis des Fotografierens, also das fertige Bild in Form eines Papierbildes, eines Diapositivs, einer Vergrößerung einer Ausbelichtung oder einer Filmkopie.

Die fotografische Aufnahme hält immer einen Moment fest; die Dauer dieses Moments entspricht etwa der Belichtungszeit, liegt also bei handelsüblichen Kameras zwischen 1/2 und 1/2.000 Sekunde; deutlich längere Belichtungszeiten gelten als Langzeitbelichtung. Bei eher längeren Belichtungszeiten können schnelle Bewegungen unscharf abgebildet werden (Bewegungsunschärfe), bei kürzeren Belichtungszeiten wird eine Bewegung zunehmend aus ihrem Bewegungskontext herausgelöst. Die Disziplin der Chronofotografie nutzt diese Eigenschaft des Festhaltens von Momenten gezielt, um beispielsweise Ausschnitte aus einem Bewegungsablauf festzuhalten und gewissermaßen die Zeit "einzufrieren". Die dabei entstehenden Momentaufnahmen können als Bildfolge dargestellt werden (Serienfotografie), oder als Einzelaufnahme vollkommen aus dem Zusammenhang herausgelöst werden (Kurzzeitfotografie).
Die fotografische Aufnahme löst das Bild nicht nur bei der Chronofotografie aus ihrem Kontext; neben dem Festhalten eines Moments ist auch die Dekontextualisierung ein charakteristisches Merkmal der Fotografie. Der Fotograf zeigt auf seiner Aufnahme immer nur einen mehr oder minder bewusst gewählten und gestalteten Ausschnitt (Bildgestaltung). Der Kontext dieses Ausschnitts, der auf dem Film festgehalten wird, ist nur begrenzt rekonstruierbar, daher spricht man im Regelfall von dekontextualisierter Fotografie. Den Versuch, die Aufnahme wieder in einen (möglicherweise manipulierten oder fiktiven) Kontext einzuordnen bezeichnet man als Rekontextualisierung. Der Bildausschnitt kann nach der Aufnahme nicht mehr vergrößert werden, durch die Ausschnittvergrößerung ist es jedoch möglich, ein Detail aus der Aufnahme "herauszuziehen" oder das Seitenverhältnis des Abzugs bewusst zu gestalten.
Das Seitenverhältnis einer fotografischen Aufnahme liegt bei 2:3 (analoge Kleinbildfotografie, digitale Spiegelreflexkamera) bzw. 3:4 (digitale Kompaktkameras); will der Fotograf das Bild bereits während des Prozesses der Aufnahme für ein bestimmtes Seitenverhältnis gestalten, muss er entweder eine Kamera mit einem anderen Aufnahmeformat wie beispielsweise 6 × 6 cm (Mittelformatkamera) wählen, oder eine Maske in die Kamera einsetzen; entsprechende Vorrichtungen gibt es beispielsweise für die Panoramafotografie.